# Sân bay quốc tế Mohamed Boudiaf
Sân bay quốc tế Mohamed Boudiaf (IATA: CZL, ICAO: DABC), cũng được gọi là Sân bay Mohamed Boudiaf, là một sân bay gần Constantine, Algérie.
Sân bay này được đặt tên theo tên Tổng thống Mohamed Boudiaf.

## Nhà ga hành khách mới
Nhà ga hành khách mới sẽ mở cửa trong năm 2007 cho các chuyến bay nội địa và quốc tế.

## Các hãng hàng không và các điểm đến
- Aigle Azur (Lyon, Marseille, Mulhouse, Paris-Orly)
- Air Algérie (Algiers, Annaba, Chlef, Geneva, Hassi Messaoud, Hassi R'mel, In Amenas, Jeddah, Lyon, Marseille, Mulhouse, Nice, Oran, Ouargla, Tamanrasset, Tindouf)
- easyJet (Genève, Mulhouse) [bắt đầu mùa Đông năm 2007]
- Royal Air Maroc (Casablanca) [bắt đầu năm 2008]
- Tassili Airlines (Hassi Messaoud, Hassi R'mel)